# Oguerojera
Oguerojera é um termo da língua sagrada Mbyá. O termo  originalmente se refere a um processo de desenvolvimento ou evolução e tem sido usado para descrever o processo de etnogênese dos Mbyá.
O termo se relaciona com a visão temporal dos Mbyá e poderia ser traduzido como "criar ou desenvolver  por si mesmo participando dessa criação." Segundo os Mbyá, Nhamandú cria a si mesmo e ao universo. Nesse sentido Oguerojero pode ser entendido como o modo Guaraní de conceber o universo, como parte de uma criação em progresso.

## Referêmcias
1. ↑  Bartolomé, Miguel Alberto (16 de agosto de 2008). «Oguerojerai (desplegarse). La etnogénesis dei Pueblo Mbya-Guarani». Ilha Revista de Antropologia (1): 105–140. ISSN 2175-8034. doi:10.5007/2175-8034.2008v10n1p105. Consultado em 12 de julho de 2023
2. ↑  Irma, Ruiz (29 de junho de 2018). La "conquista espiritual" no consumada: Cosmología y rituales mbyá-guaraní (em espanhol). [S.l.]: Editorial Abya - Yala. p. 124
3. ↑  autores, Varios (30 de agosto de 2014). Actas del XIII Congreso de Antropología de la FAAEE (em espanhol). [S.l.]: Publicacions Universitat Rovira I Virgili. p. 1249